# Krasnosiółka (rejon berszadzki)
Krasnosiółka (ukr. Красносілка) – wieś w rejonie berszadzkim obwodu winnickiego na Podolu, nad rzeką Bohem.
W Krasnosiółce urodził się Kazimierz Sokołowski (1892–1963), podpułkownik piechoty Wojska Polskiego.

## Oficyna
- oficyna pałacowa wybudowana w 1822 r. przez Henryka Lipkowskiego seniora (1801-1871)[1]. W pałacu znajdowały się: sala balowa z arkadami, biblioteka, gdańska sala jadalna[2], opisana w dziele Memento kresowe.

…Za poradą p. Piotra Moszyńskiego ojciec zaniechał kosztownej budowy pałacyku i, dodając do jednej z oficyn kilka przybudówek stworzył rezydencyę wcale ozdobną i sympatyczną. Była ona dość obszerna dla pomieszczenia licznej rodziny, nie brakło też nigdy miejsca dla gości. Miejscowość pod ogród była urocza; piękne granitowe skały, wartki strumyk i dużo starych dębów nadawały się na urządzenie tam ładnego parku. Ale to samo miejsce za domem nadawało się na wybudowanie cukrowni, to też mój ociec postawił tam fabrykę, rezygnując z parku.